# Hyperhynchus neocomensis
Hyperhynchus neocomensis is een platworm (Platyhelminthes). De worm is tweeslachtig. De soort leeft in of nabij zoet water.
De platworm komt uit het geslacht Hyperhynchus. Hyperhynchus neocomensis werd in 1904 beschreven door Fuhrmann.